# 彌永貞三
彌永 貞三（いやなが ていぞう、1915年（大正4年）7月12日 - 1983年（昭和58年）12月30日）は、日本の歴史学者。東京大学史料編纂所所長。従四位勲三等瑞宝章。

## 経歴
出生から修学期
1915年、父の任地の長野県松本市で生まれた。父の転任に伴い東京で育ち、府立第四中学、府立高等学校を卒業。東京帝国大学文学部国史学科に入学し、日本古代史を専攻し、坂本太郎に師事。1939年、卒業論文『上代の貨幣史に関する研究』を提出して同大学を卒業した。同大学大学院に進学したが、同年12月より兵役につき、千葉の鉄道連隊に入営した。
1940年、北支派遣の鉄道連隊に転属。以後3年あまり中国各地を転戦。1943年に除隊。帰国し、東京帝国大学大学院を退学し、東京帝国大学史料編纂所常勤嘱託に就いた。しかし時局の悪化にともない、1944年に再び兵役につき、中支派遣の鉄道連隊に入営。終戦まで中国各地を転戦した。1945年12月に復員。
戦後
1946年夏、東京帝国大学史料編纂所に復職。1954年、東京大学史料編纂所助手に昇格。1956年、名古屋大学文学部助教授に転じ、同大大学院文学研究科も担当。1966年、同文学部教授に昇格。1969年、東京大学史料編纂所教授に就任。1972年からは東京大学大学院人文科学研究科も担当した。1973年、東京大学史料編纂所所長に就任。
1976年に東京大学教授を定年退官し、名誉教授となった。その後は上智大学文学部教授として教鞭をとり、1979年からは上智大学大学院文学研究科史学専攻の主任も務めた。
1981年に上智大学を定年退職し、同大学特遇教授となった。1983年、すい臓がんのため死去。
委員、役職ほか
- 東京大学百年史編集委員
- 文化財保護審議会専門委員
- 平城宮跡発掘調査指導委員

## 研究内容・業績
専門は日本古代史で、社会経済史を中心に研究を進めた。名古屋大学在職中は『岐阜県史』や『一宮市史』の編纂にもあたった。東京大学史料編纂所在職中は大日本古文書の東大寺東南院文書の編纂に従事した。

## 著作
著書
- 『奈良時代の貴族と農民 農村を中心として』至文堂 1956
- 『日本古代社会経済史研究』岩波書店 1980
- 『日本古代の政治と史料』高科書店　1988

共編
- 『越中国東大寺領庄園絵図』亀田隆之・新井喜久夫共編、続日本紀研究会 1958
- 『伊勢湾岸地域の古代条里制』谷岡武雄共編、東京堂出版　1979
- 『Dictionnaire historique du Japon（日本歴史事典）』共編、日仏会館　1963

記念論集
- 彌永貞三先生還暦記念会編『日本古代の社会と経済』吉川弘文館　1976

## 彌永貞三に関する資料
- 吉田孝「彌永貞三先生を偲ぶ」『史学雑誌』93-3, 1984年, 379-380頁.doi
- 「弥永貞三先生略年譜・著作目録」『上智史学』29　1984年